# Villaria
Villaria  es un género con siete especies de plantas con flores perteneciente a la familia de las rubiáceas. 
Es nativo de Nueva Guinea y de las Islas Salomón.

## Especies
- Villaria acutifolia (Elmer) Merr. (1910).
- Villaria fasciculiflora Quisumb. & Merr. (1928).
- Villaria glomerata (Bartl. ex DC.) Mulyan. & Ridsdale (2004).
- Villaria littoralis S. Vidal (1885).
- Villaria odorata (Blanco) Merr. (1918).
- Villaria philippinensis Rolfe (1884).
- Villaria rolfei S. Vidal (1885).